# 팔척님
팔척님 (八尺様)은 2008년 8월 26일에 익명 게시판 2채널 오컬트판의 스레드 '익살이 되지 않을 만큼 무서운 이야기를 모아 보지 않을래?'에 게시된 괴담에 등장하는, 키가 팔척 (240cm)으로 여겨지는 여성 요괴이다.
한국에서는 팔척귀신 (八尺鬼神)으로도 불린다.

## 개요
시골에 출몰하고 하얀 원피스 차림에 '포포포'라는 소리를 낸다. 홀린 아이를 어딘가에 데리고 가 버리는 것으로 우려된다.
담장 밖에서 모자만 보이다가 담장이 끝나는 지점에서 보니 여자였는데 담장이 2m가 넘었다는 걸 그제서야 깨달았다는 시나리오가 많다. 팔다리 관절이 뒤틀렸기 때문에, 걸을 때마다 뚝뚝거리는 소리가 난다고 한다. 팔척귀신에게 홀리면 며칠 안에 죽는다고 한다.
오하요코라는 요괴가 팔척귀신의 모티브라 추정된다는 이야기가 한국에 퍼져있었으나 정확히 근거없는 낭설에 가깝다. 일본의 전통 요괴인 고녀(高女) 쪽이 더 개연성이 있다. 그 외에도 역시 일본의 전통 요괴인 야마온나(山女)에서 유래했다는 설도 존재한다.

## 반응
팔척님은 오컬트 호러계의 스토리로 '코토리바코'나 '야마노케'와 함께 인터넷에서 화제가 되고 있다.

## 대중 문화
팔척님은 만화가나 일러스트레이터 사이에서 붐을 이루고 있다. 팔척님은 "뒷세계 피크닉"이나 "극장판 정말로 있었던 무서운 이야기 ~사고물건 연예인 3~", 컴퓨터 게임 "Silent Playhouse Residence" 등에 등장한다. "바이오하자드 빌리지"에 등장하는 알치나 드미트리스쿠는 팔척님에 영감 받은 것으로 간주된다.
신비아파트: 고스트볼Z: 어둠의 퇴마사 1화에서 팔척귀로 나온다.

## 같이 보기
- 키사라기역
- 쿠네쿠네